# 图龙 (维埃纳省)
图龙（法語：Thouron，法語發音：[tuʁɔ̃]）是法国新阿基坦大区上维埃纳省的一个市镇，属于贝拉克区。

## 地理
图龙（45°59'56"N, 1°13'9"E）面积13.73 平方千米，位于法国新阿基坦大区上维埃纳省，该省份为法国中西部省份，北起顺时针与安德尔省、克勒兹省、科雷兹省、多爾多涅省、夏朗德省和维埃纳省接壤。
与图龙接壤的市镇（或旧市镇、城区）包括：勒比、孔普雷尼亚克、楠蒂亚、圣茹旺、圣帕尔杜勒拉克。

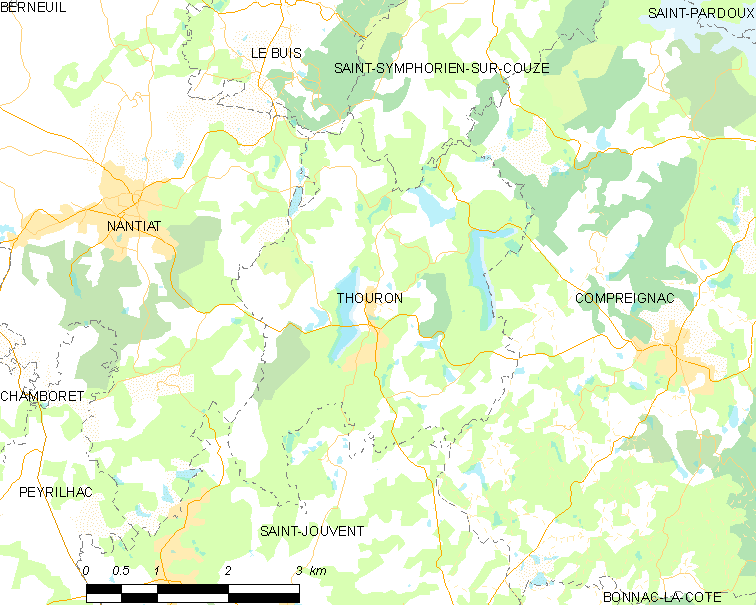
的OSM定位图

图龙的时区为UTC+01:00、UTC+02:00（夏令时）。

## 行政
图龙的邮政编码为87140，INSEE市镇编码为87197。

## 政治
图龙所属的省级选区为贝拉克县。

## 人口

1962-2008年间人口变化图示

图龙于2022年1月1日时的人口数量为563人。